# Johnny Burke
John "Johnny" Francis Burke (Antioch, Califórnia, 3 de outubro de 1908 – Nova Iorque, 25 de fevereiro de 1964) foi um letrista norte-americano, considerado como um dos melhores escritores de canções populares dos Estados Unidos entre as décadas de 1920 e 1950. Ele escreveu músicas para muitos filmes estrelados por Bing Crosby, o mais conhecido é a canção "Swinging on a Star", cantada por Bing Crosby no filme O Bom Pastor, de 1944, no qual lhe rendeu um Oscar de melhor canção original naquele ano.